# NGC 892
NGC 892 é uma galáxia espiral (Sab) localizada na direcção da constelação de Cetus. Possui uma declinação de -23° 06' 49" e uma ascensão recta de 2 horas, 20 minutos e 52,0 segundos.
A galáxia NGC 892 foi descoberta em 1886 por Frank Leavenworth.